# 勒梅日
勒梅日（法語：Le Mesge，法語發音：[lə mɛʒ]）是法国上法蘭西大區索姆省的一个市镇，属于亚眠区。

## 地理
勒梅日（49°56'43"N, 2°3'11"E）面积8.73 平方千米，位于法国上法蘭西大區索姆省，该省份为法国北部沿海省份，北起加来海峡省和北部省，西接滨海塞纳省和大西洋英吉利海峡，南至瓦兹省，东临埃纳省。
与勒梅日接壤的市镇（或旧市镇、城区）包括：富德里努瓦、卡维永、凯努瓦叙艾赖讷、里安库尔、苏村。
勒梅日的时区为UTC+01:00、UTC+02:00（夏令时）。

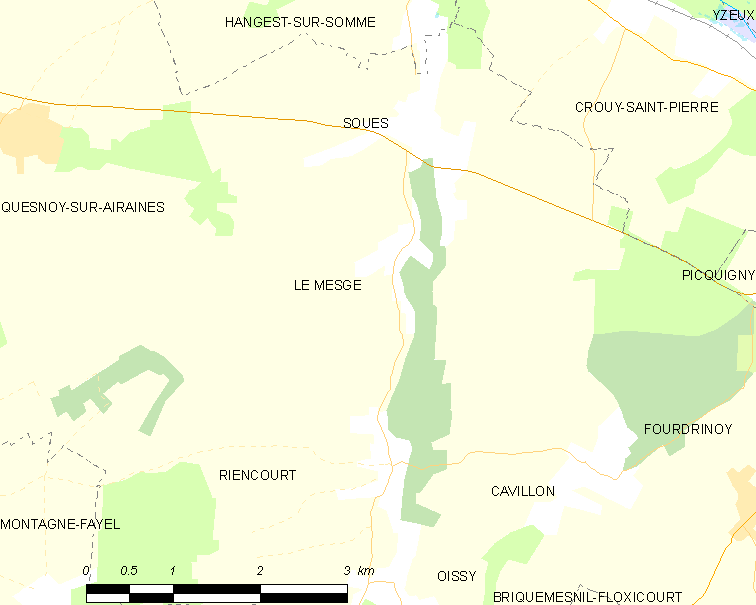
勒梅日的OSM定位图

## 行政
勒梅日的邮政编码为80310，INSEE市镇编码为80535。

## 政治
勒梅日所属的省级选区为索姆河畔阿伊县。

## 人口

1962-2008年间勒梅日人口变化图示

勒梅日于2022年1月1日时的人口数量为148人。